# Mercury Capri
Capri (позднее Mercury Capri) — марка автомобилей, выпускавшихся подразделениями Lincoln и Mercury компании Ford с 1970 по 1994 год в трёх поколениях.

## Первое поколение (1970—1978)

### Capri (1970—1975)
Первое поколение Capri было импортным, произведённым в Кёльне, Германия. Представленный в Европе в 1968 году, Capri продавался подразделением Lincoln-Mercury с апреля 1970 года. Несмотря на то, что Capri продавался как часть модельной линейки Mercury, он не имел никакой идентификации подразделения. На момент начала продаж цена составляла 2300 долларов (17332 доллара 2022 года).
При адаптации к американскому рынку Capri претерпел несколько незначительных изменений: две прямоугольные фары Ford Capri были заменены на четыре круглые фары. Изменения также коснулись поворотников на радиаторной решётке и боковых габаритных огней. Колёса Rostyle устанавливались в качестве стандартного оборудования. Несмотря на то, что Capri производился в Германии как вариант Ford Cortina, трансмиссия Capri была схожей с Ford Pinto.

С 1973 года передний бампер стал соответствовать стандартам для бамперов со скоростью 5 миль в час, а с 1974 года такому стандарту стал соответствовать также задний бампер. Вместо хромированных трубчатых бамперов стали использоваться усиленные пластиковые, которые окрашиваются в цвета кузова.

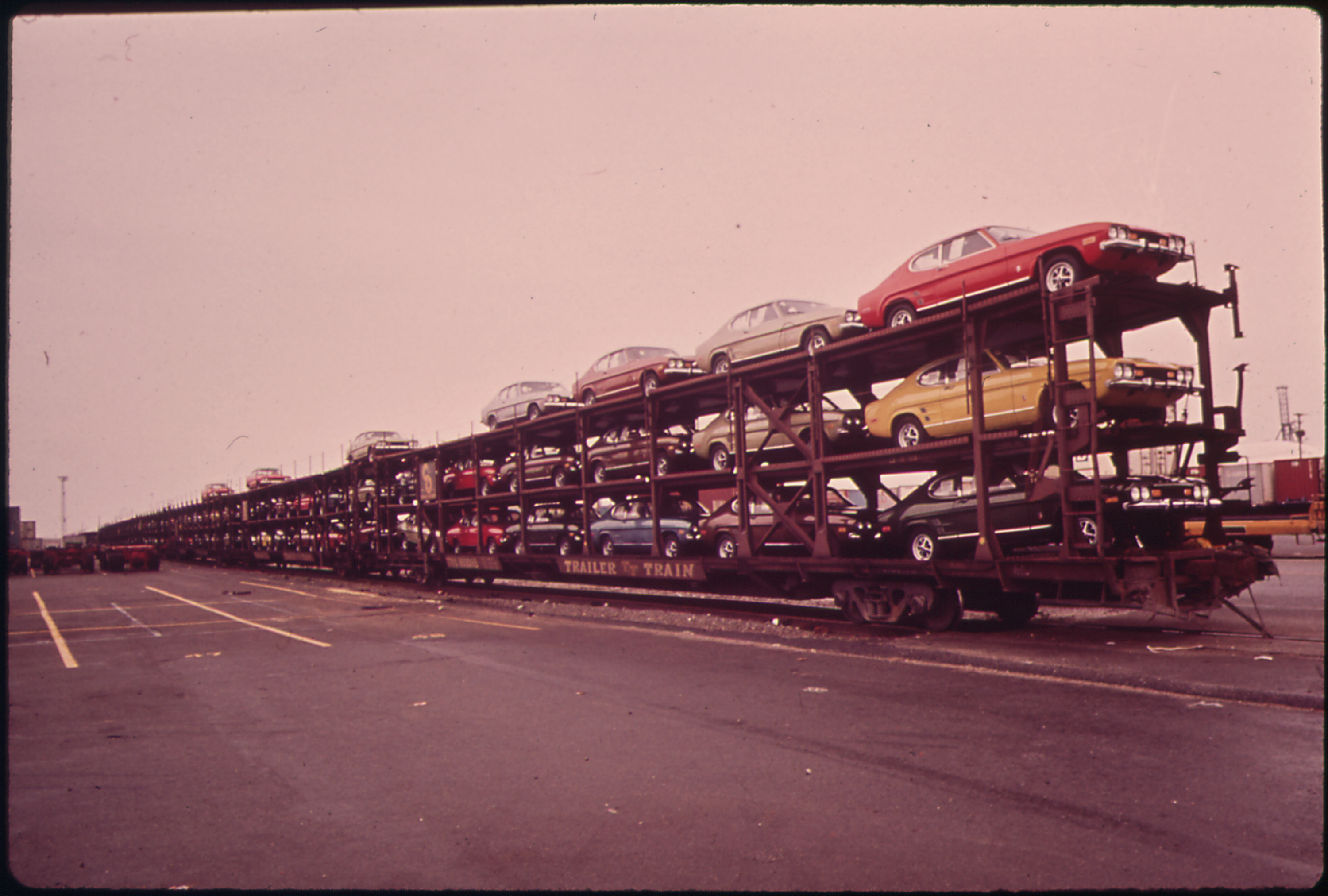
Железнодорожный вагон Mercury Capris в Балтиморе
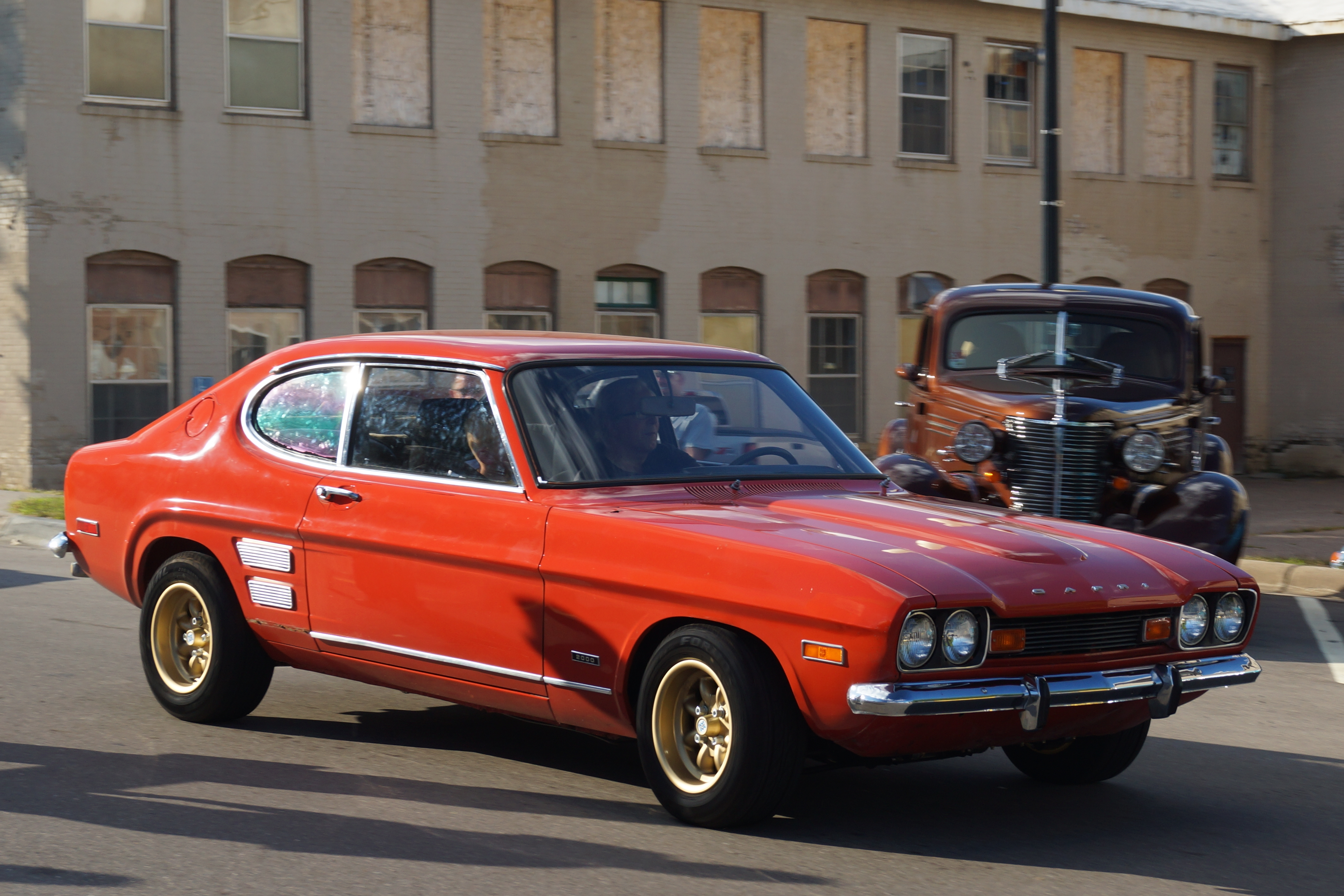
1971 Capri
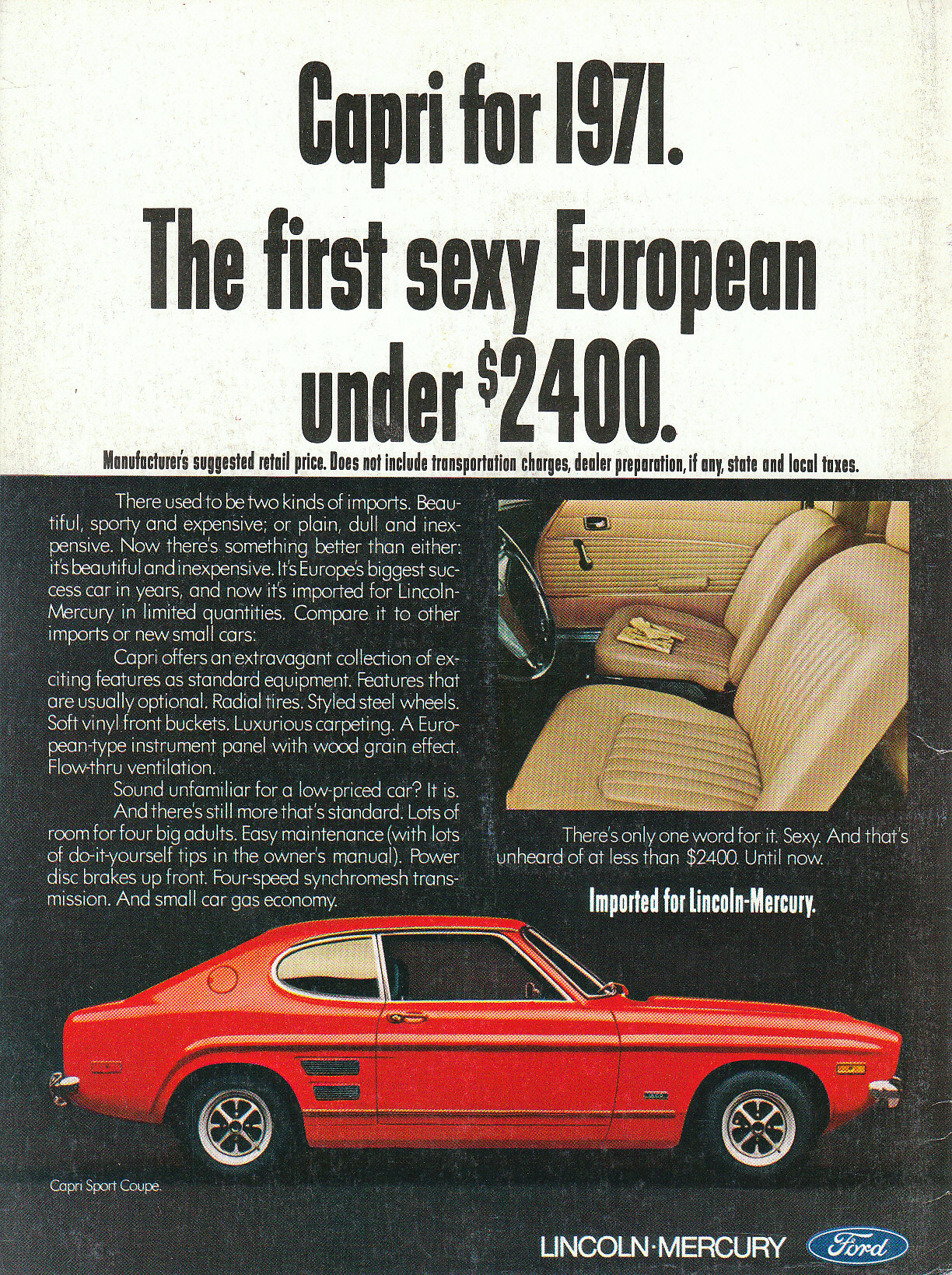
Реклама Capri 1971 года
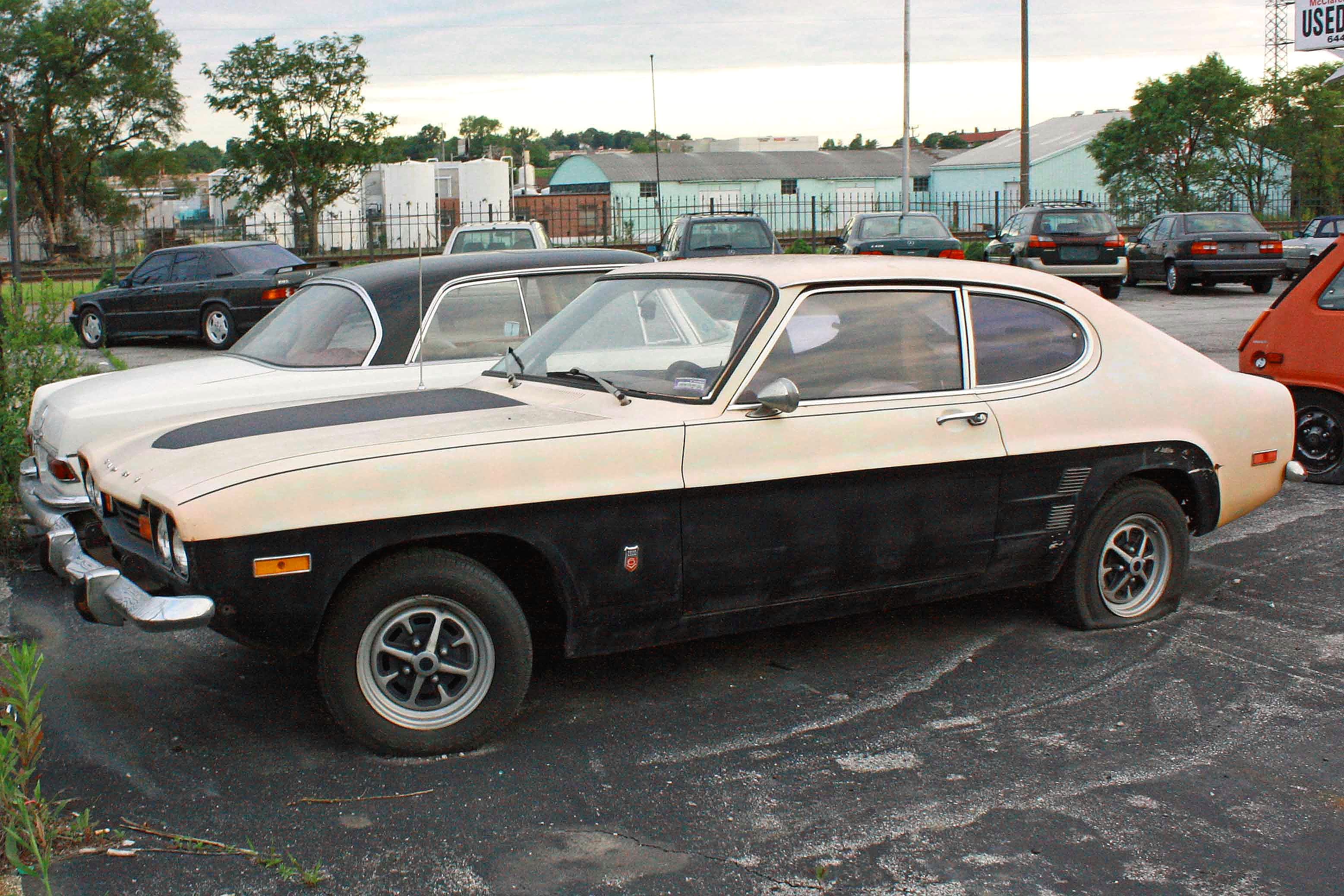
1973 Mercury Capri
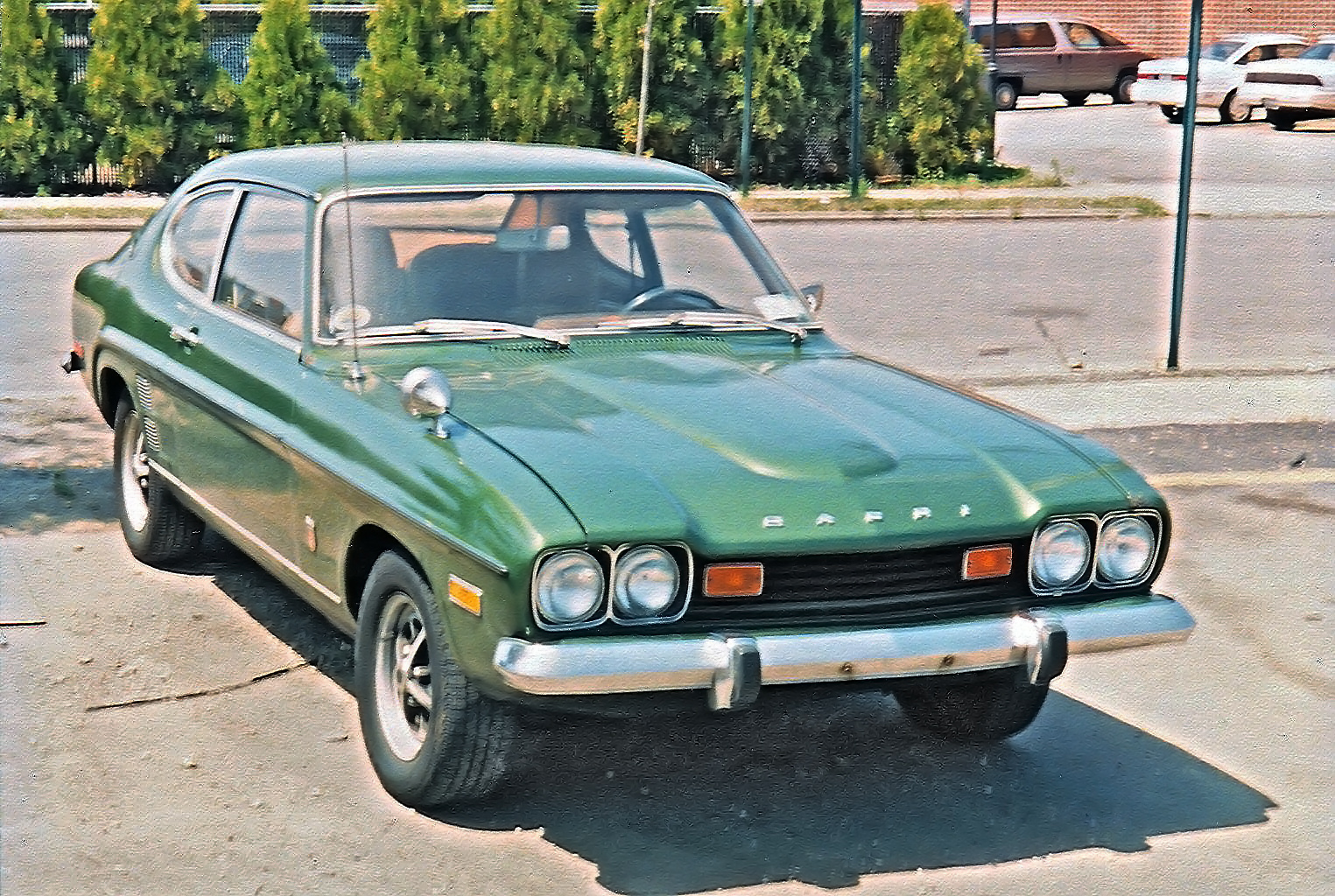
1973 Capri 2600
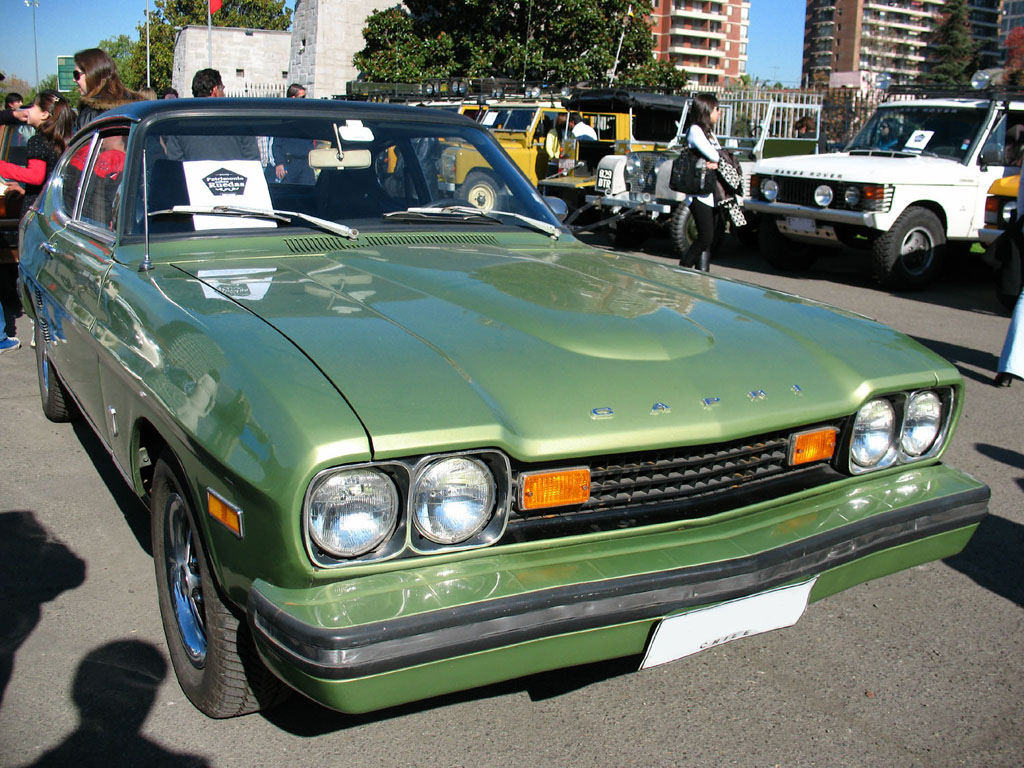
1974 Capri 2800
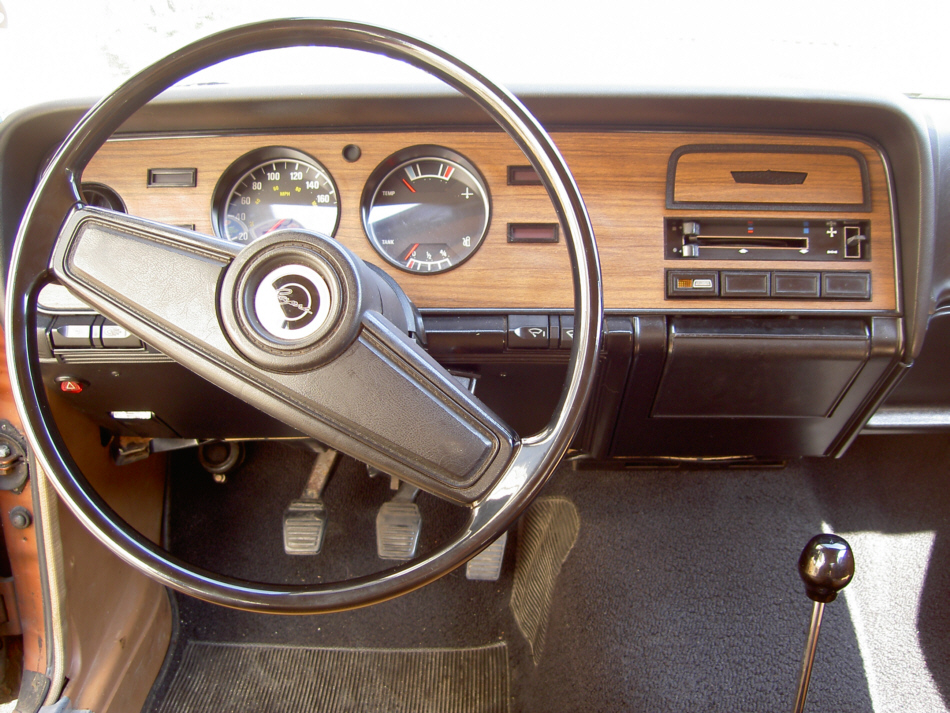
Интерьер

### Capri II (1976—1978)
Capri II, в отличие от предшественника Capri, перенял линию крыши хетчбэка. До 1977 года автомобиль импортировался в Европу. К 1978 году было продано 513500 экземпляров.

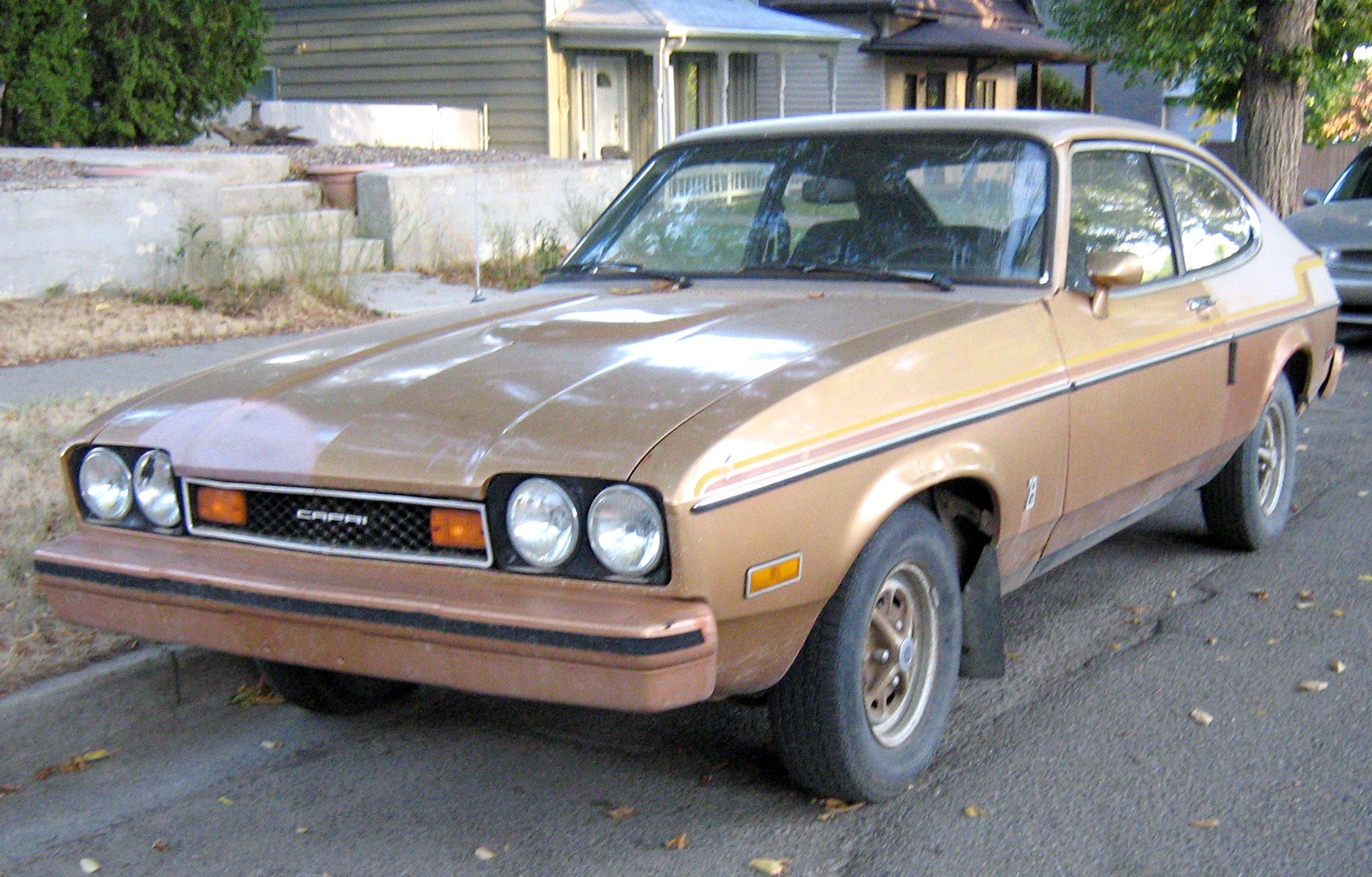
1977 Capri II Ghia
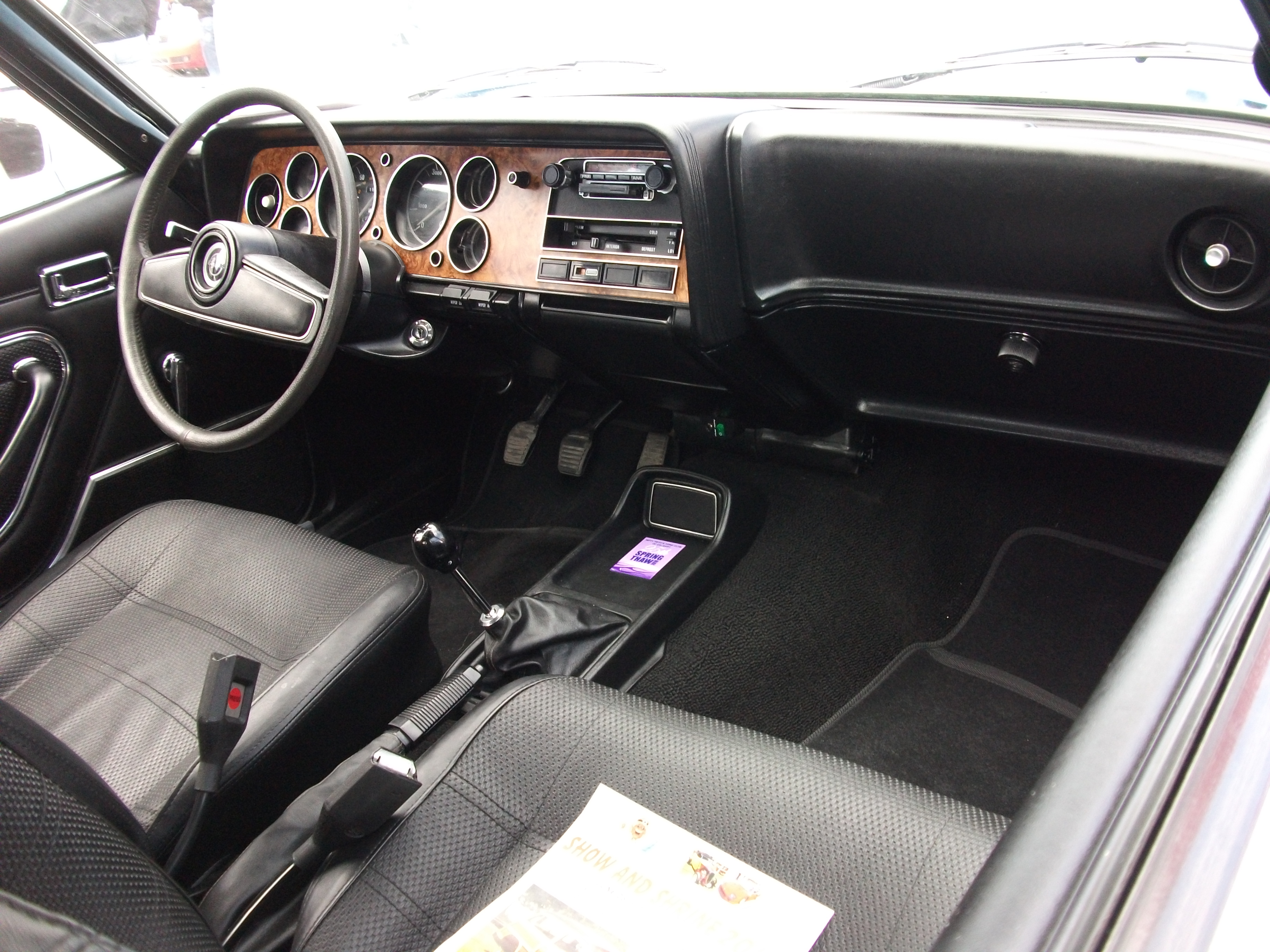
Интерьер
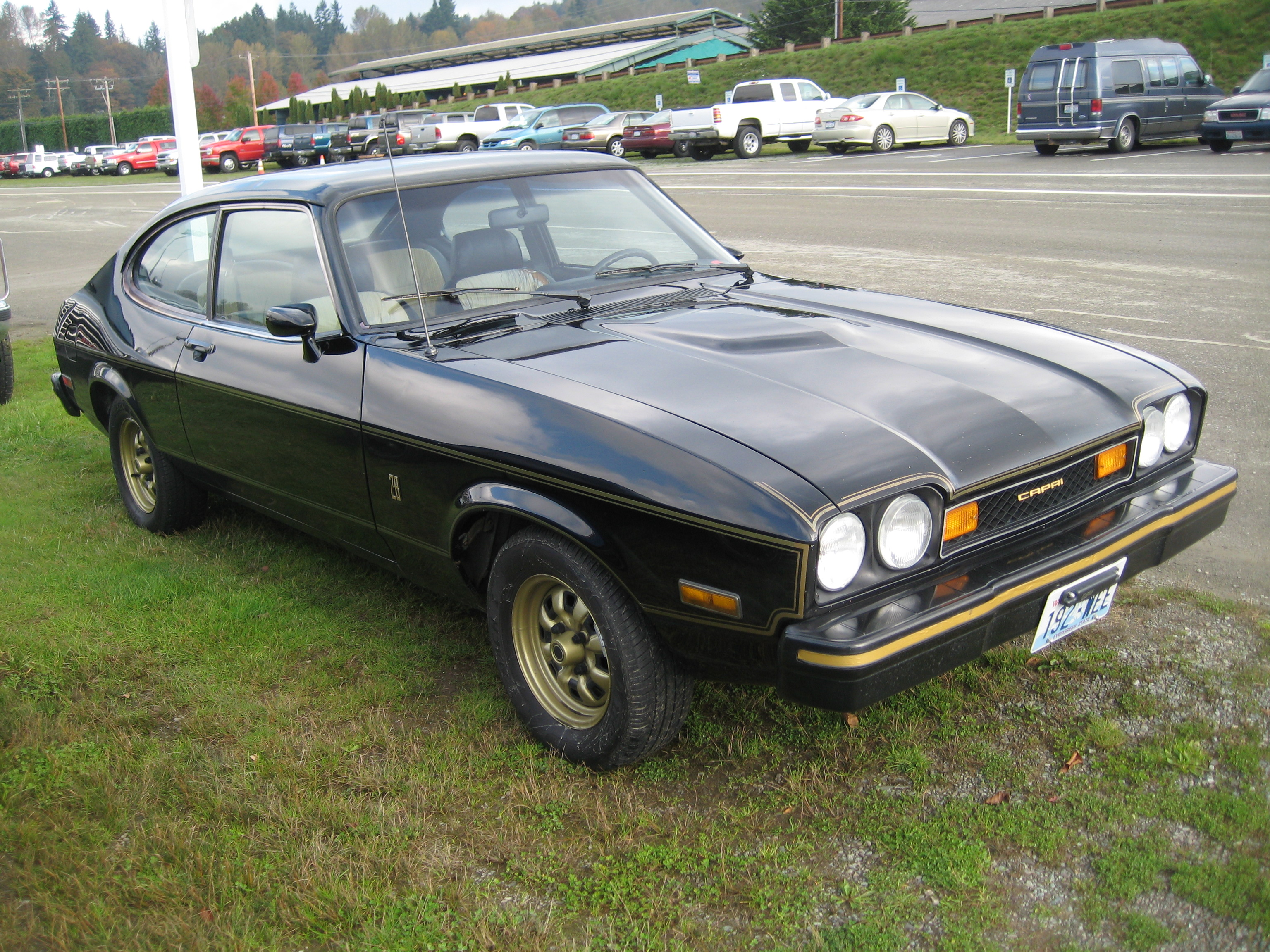
Capri II S
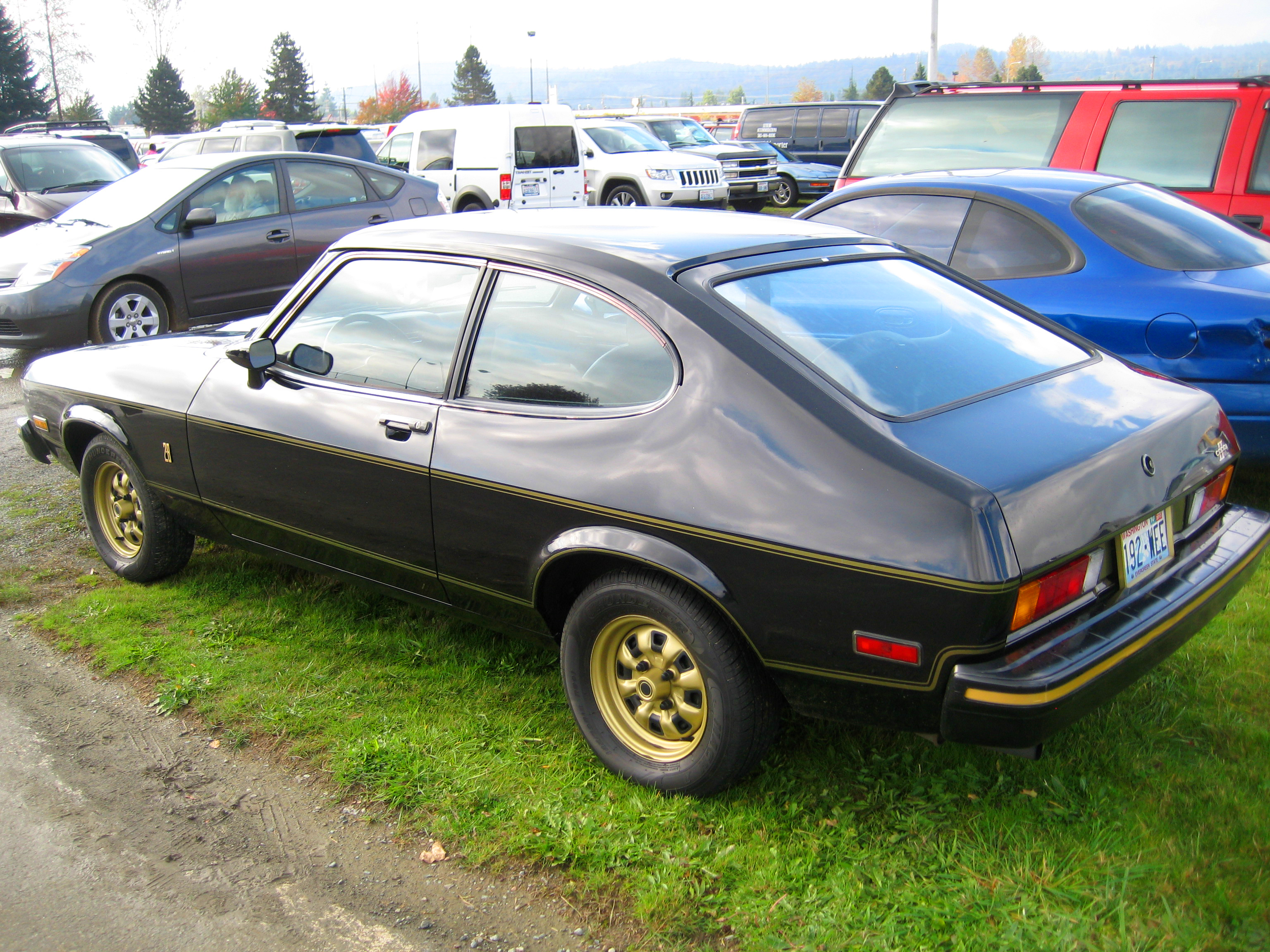
Capri II S

## Второе поколение (1979—1986)
Второе поколение Mercury Capri было представлено в 1979 году. В рамках ряда изменений Capri полностью вошёл в модельный ряд Mercury, поскольку подразделение Lincoln-Mercury прекратило импорт Ford Capri в пользу Ford Mustang 1979 года.
Несмотря на внешнее сходство с Mustang, Capri второго поколения предлагался исключительно в конфигурации трехдверного хэтчбека. В 1983 году дизайн был переработан: на багажнике появилось «пузырчатое» стекло. Изменения коснулись задних фонарей, заднего бампера и радиаторной решётки. В 1986 году на Capri устанавливался центральный стоп-сигнал с высокой установкой.

Наряду с базовой комплектацией Capri, Mercury предлагала Capri Ghia (совместно с Mustang), Capri L, Capri GS, Capri RS и Capri Turbo RS. Считалось, что Capri RS / Turbo RS является эквивалентом GT.

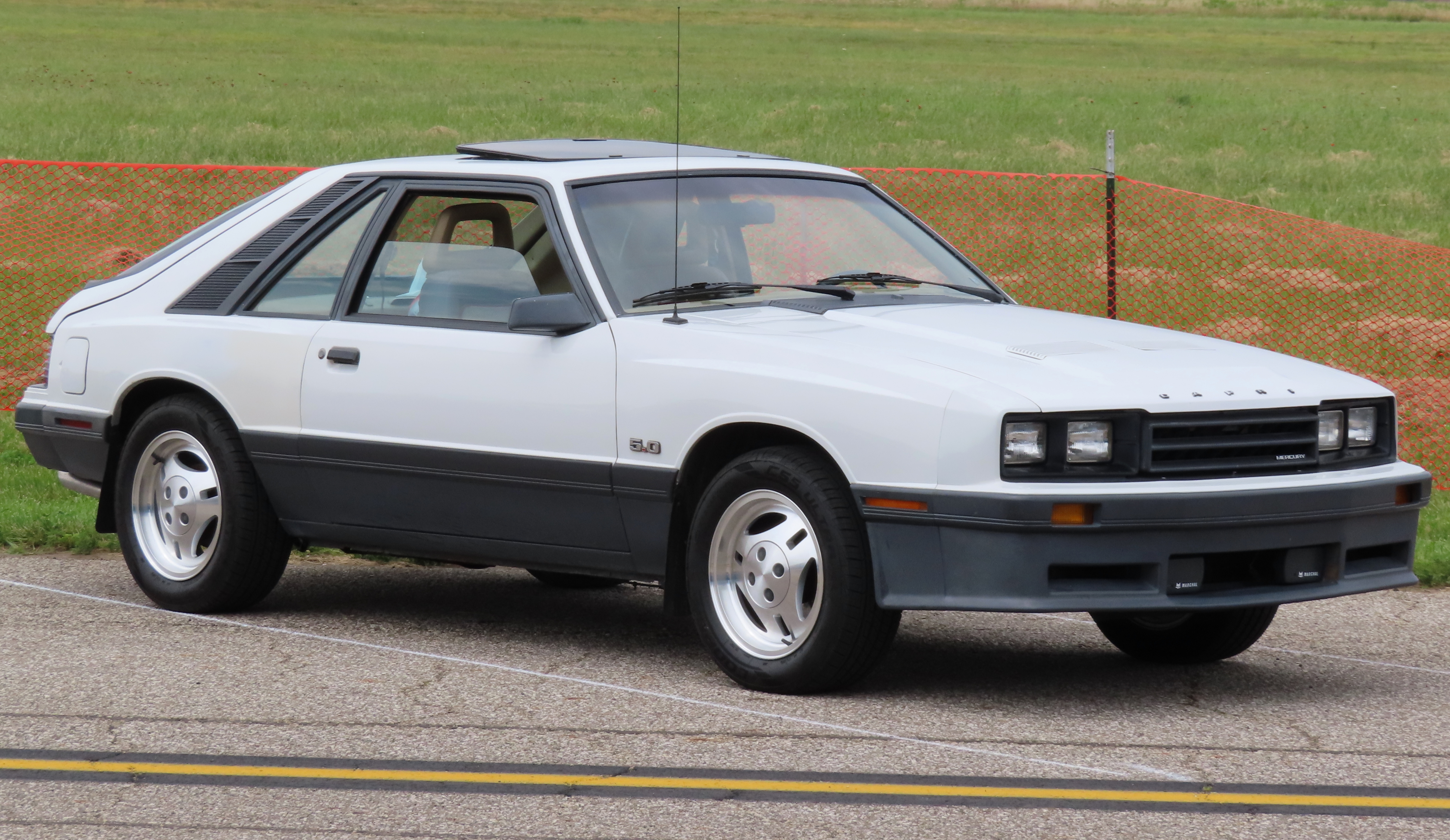
1985 Mercury Capri GS
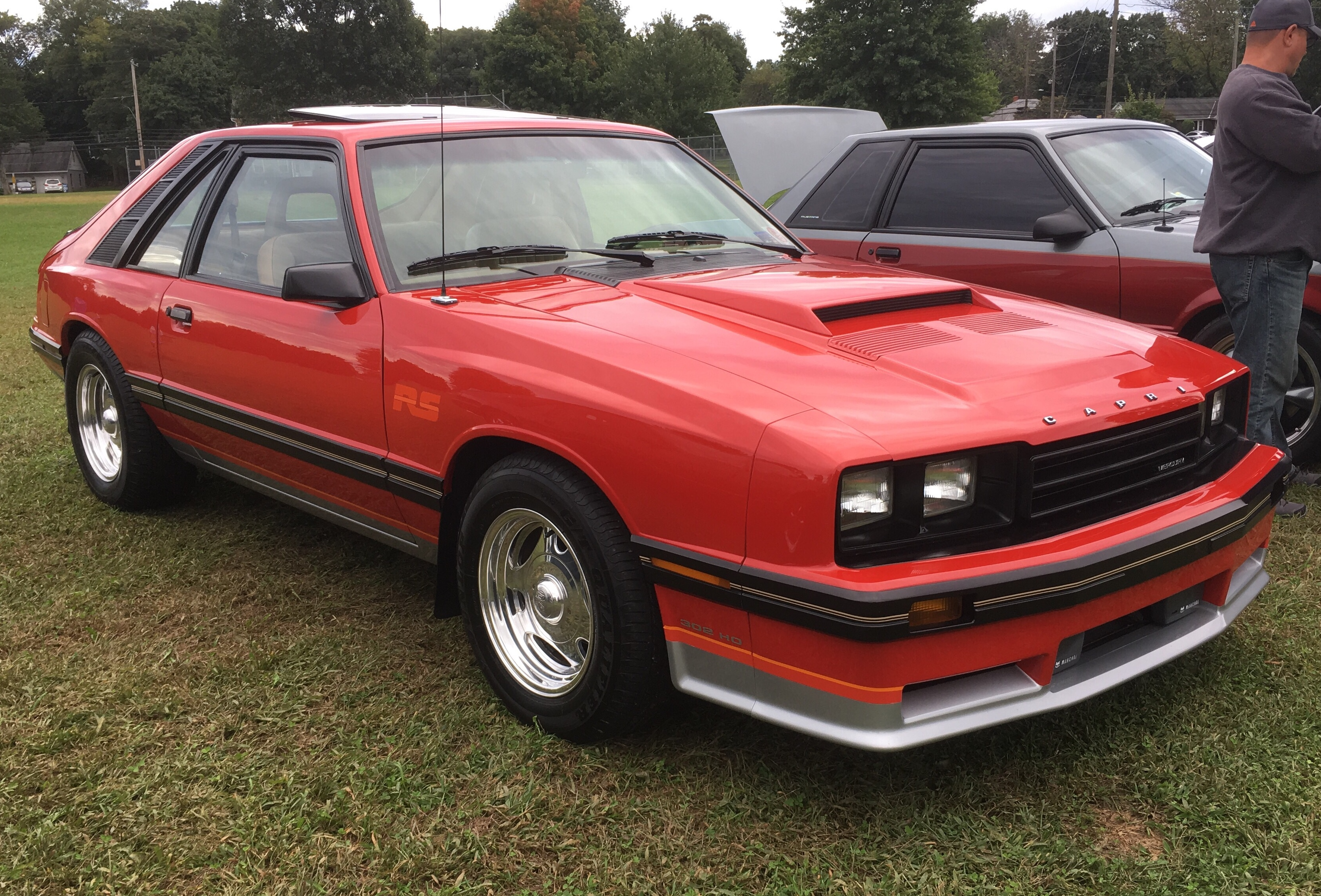
1984 Mercury Capri RS
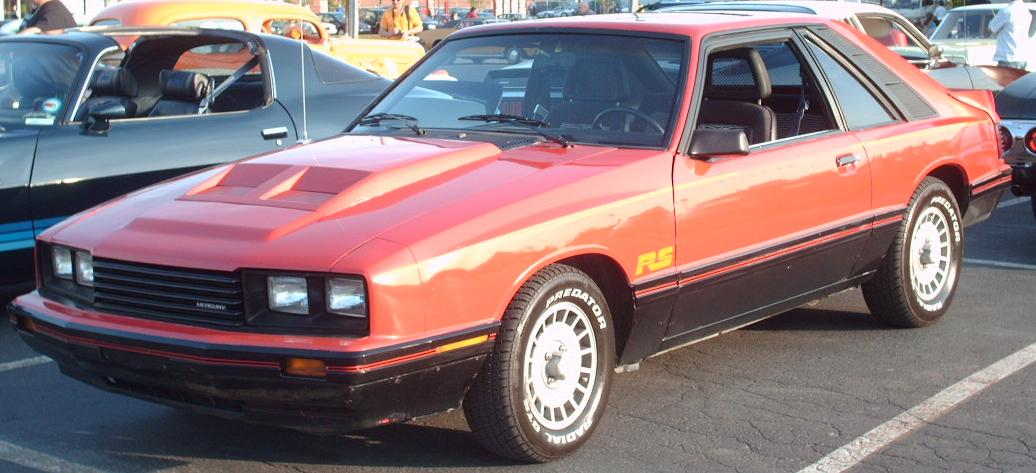
1979—1982 Mercury Capri RS
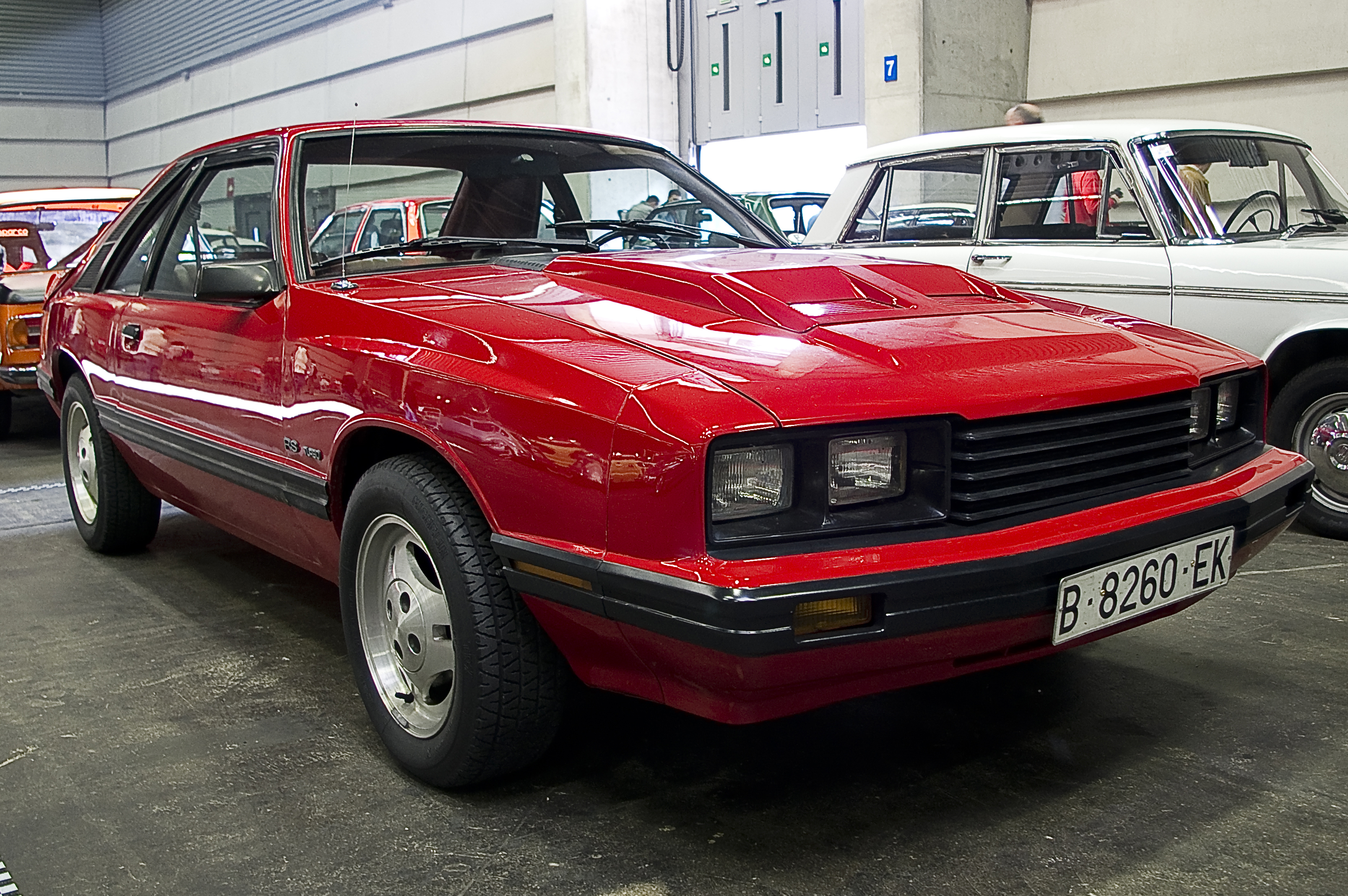
1980 Mercury Capri RS Turbo
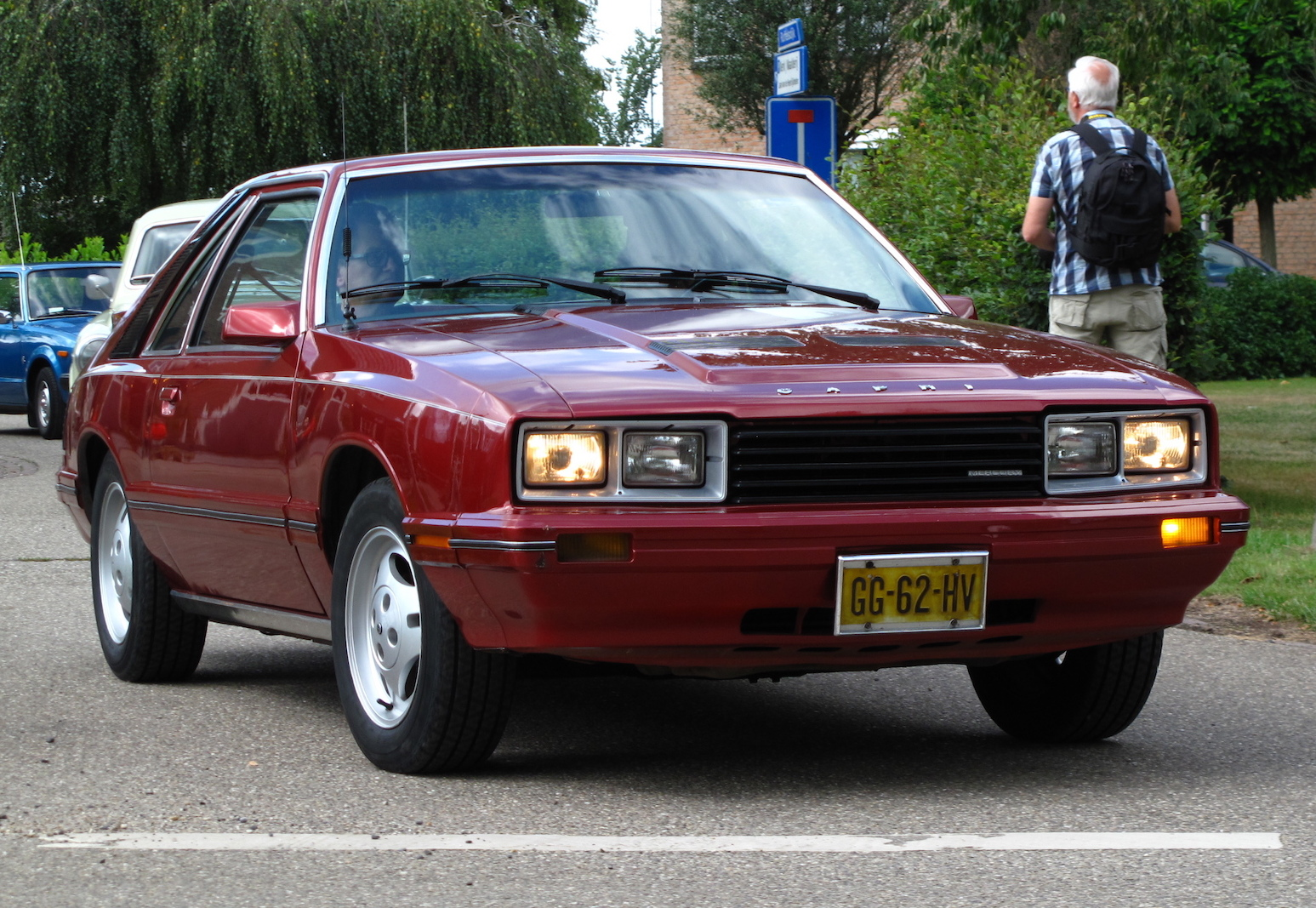
1980 Mercury Capri V6 Ghia
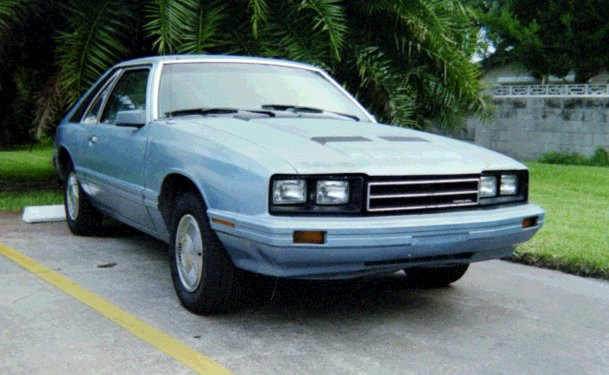
1983 Mercury Capri
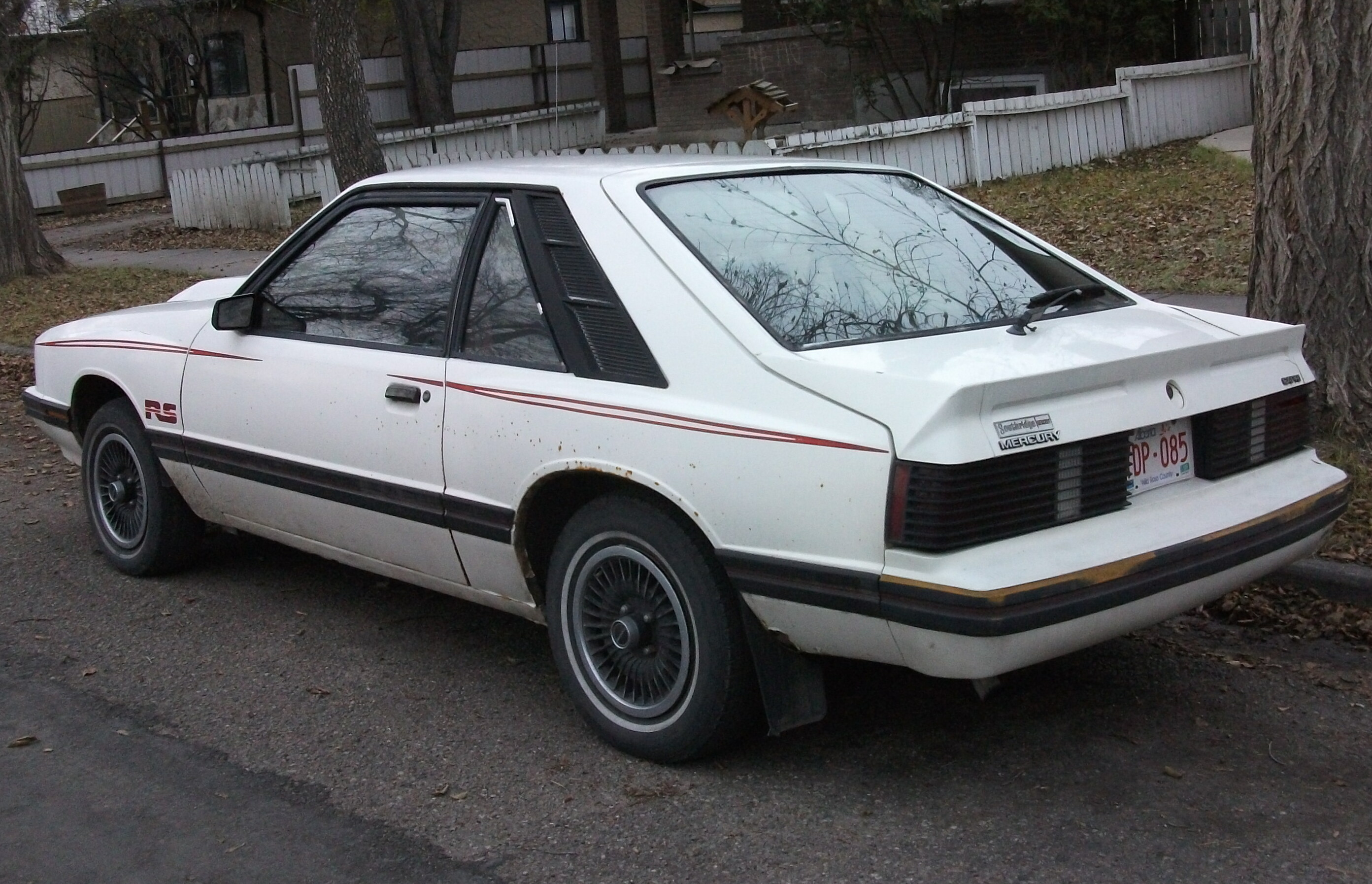
1979—1982 Mercury Capri RS
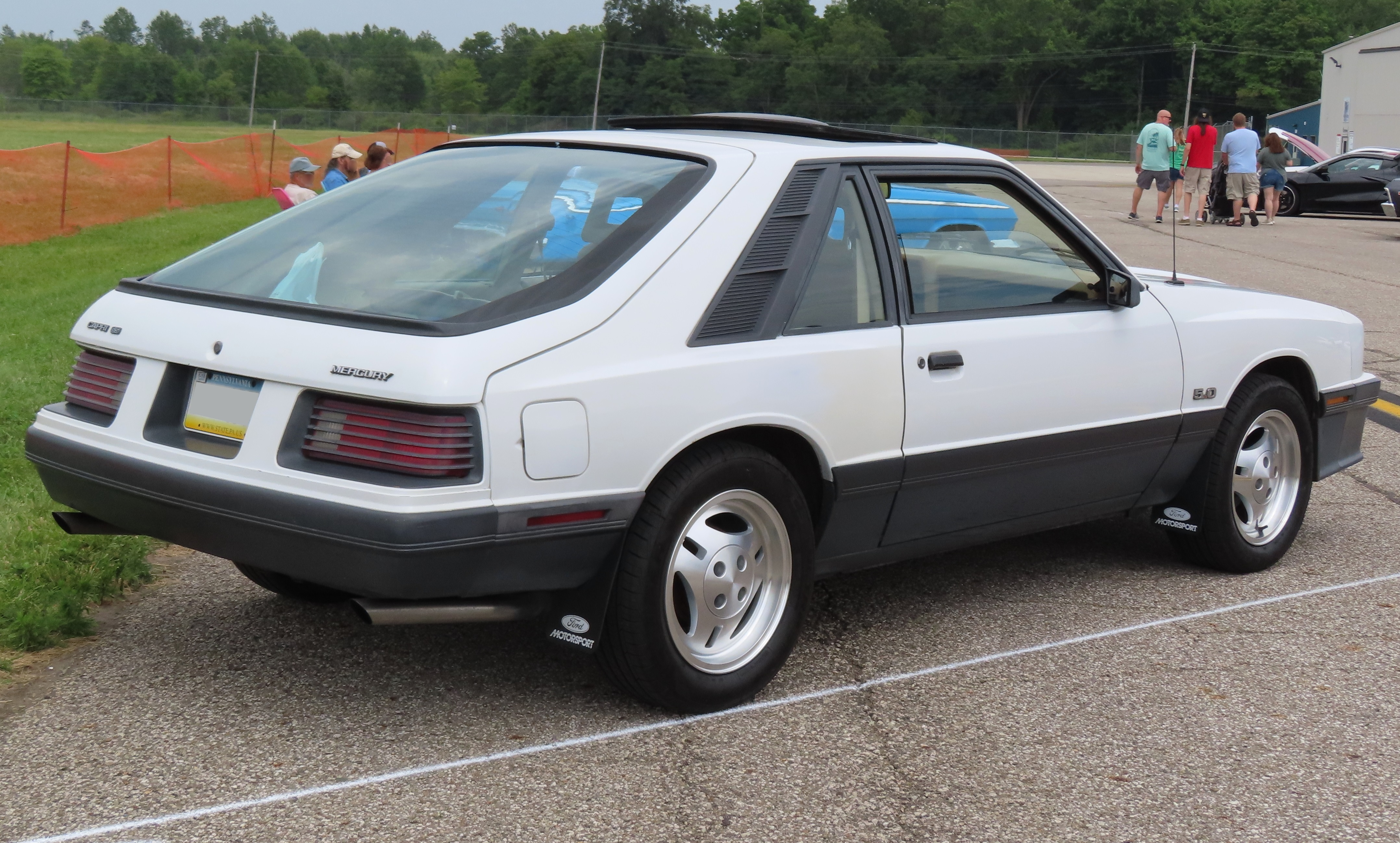
1985 Mercury Capri GS 5.0L
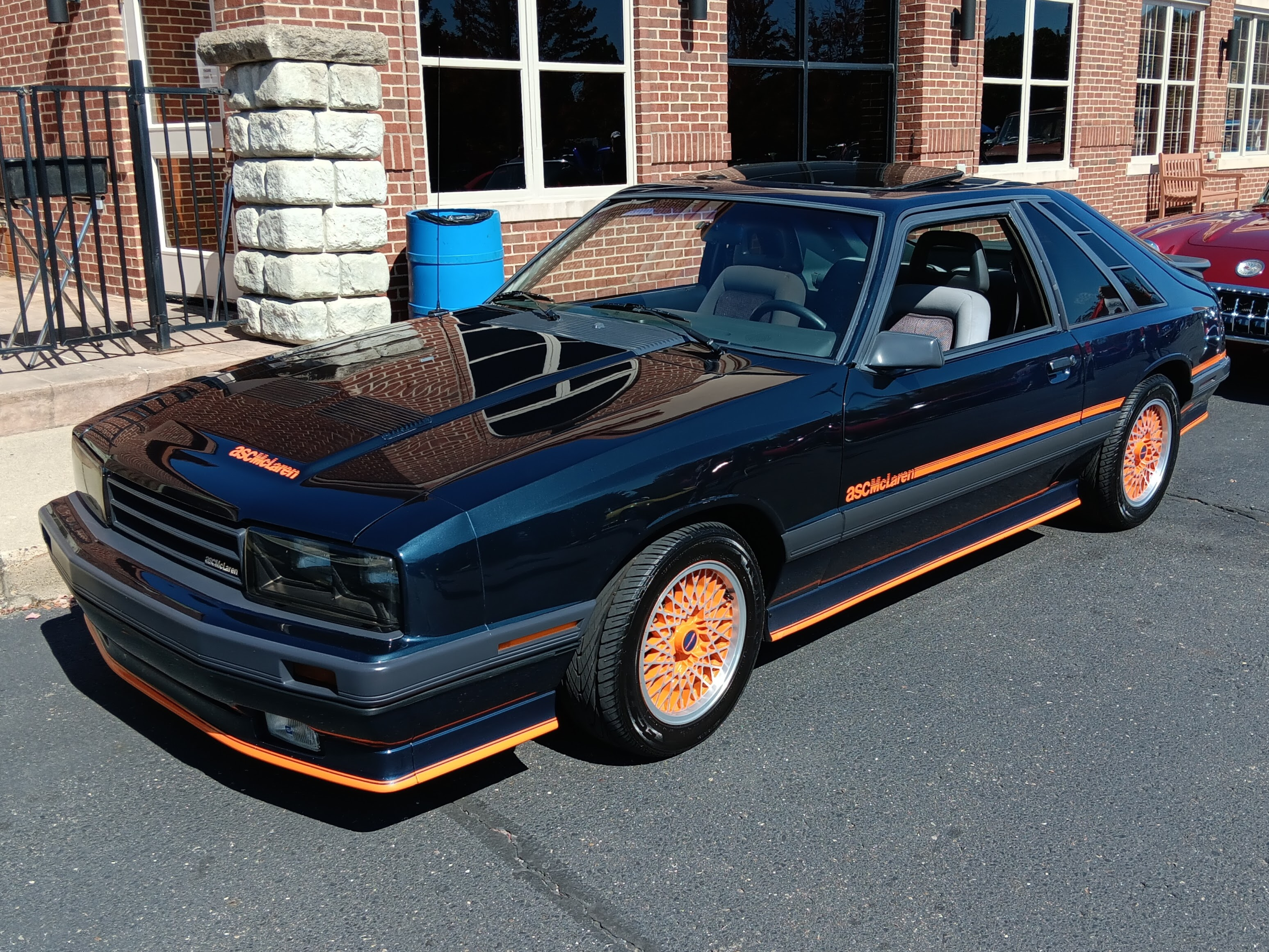
1985 Mercury Capri ASC McLaren
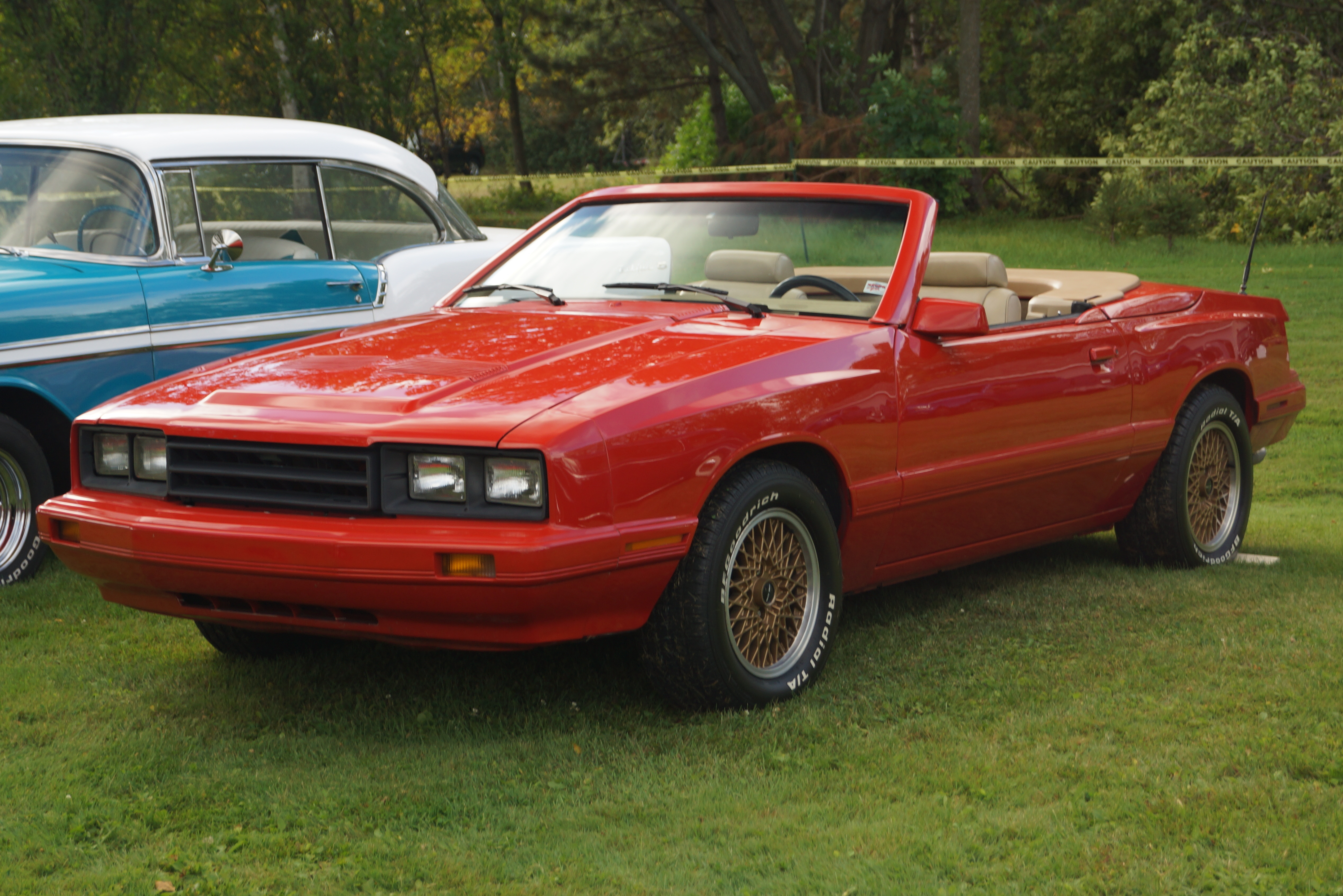
1986 Mercury Capri ASC McLaren 5.0 SC с откидным верхом
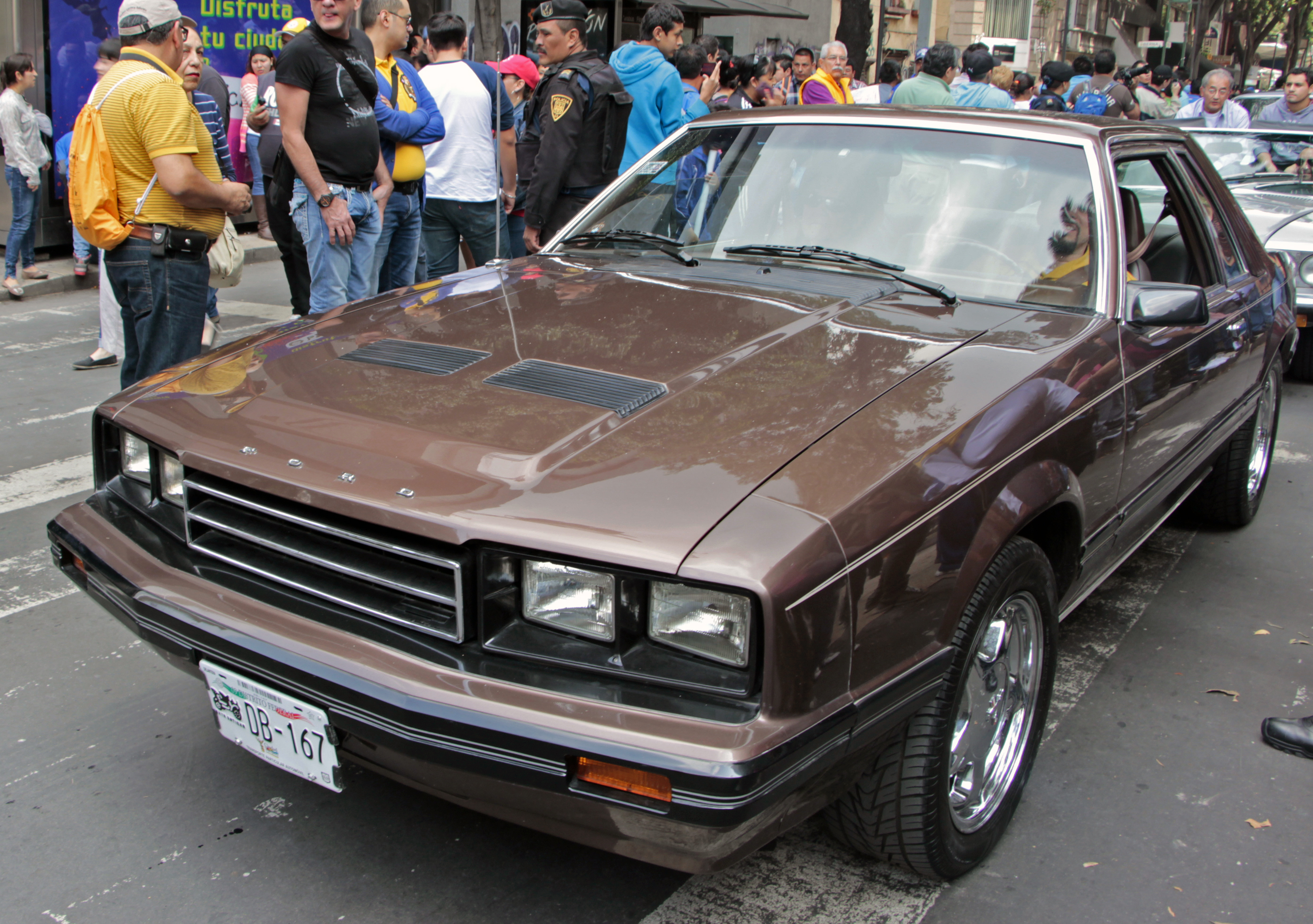
Ford Mustang Coupé — версия Mercury Capri для мексиканского рынка (1981—1984)

## Третье поколение (1991—1994)

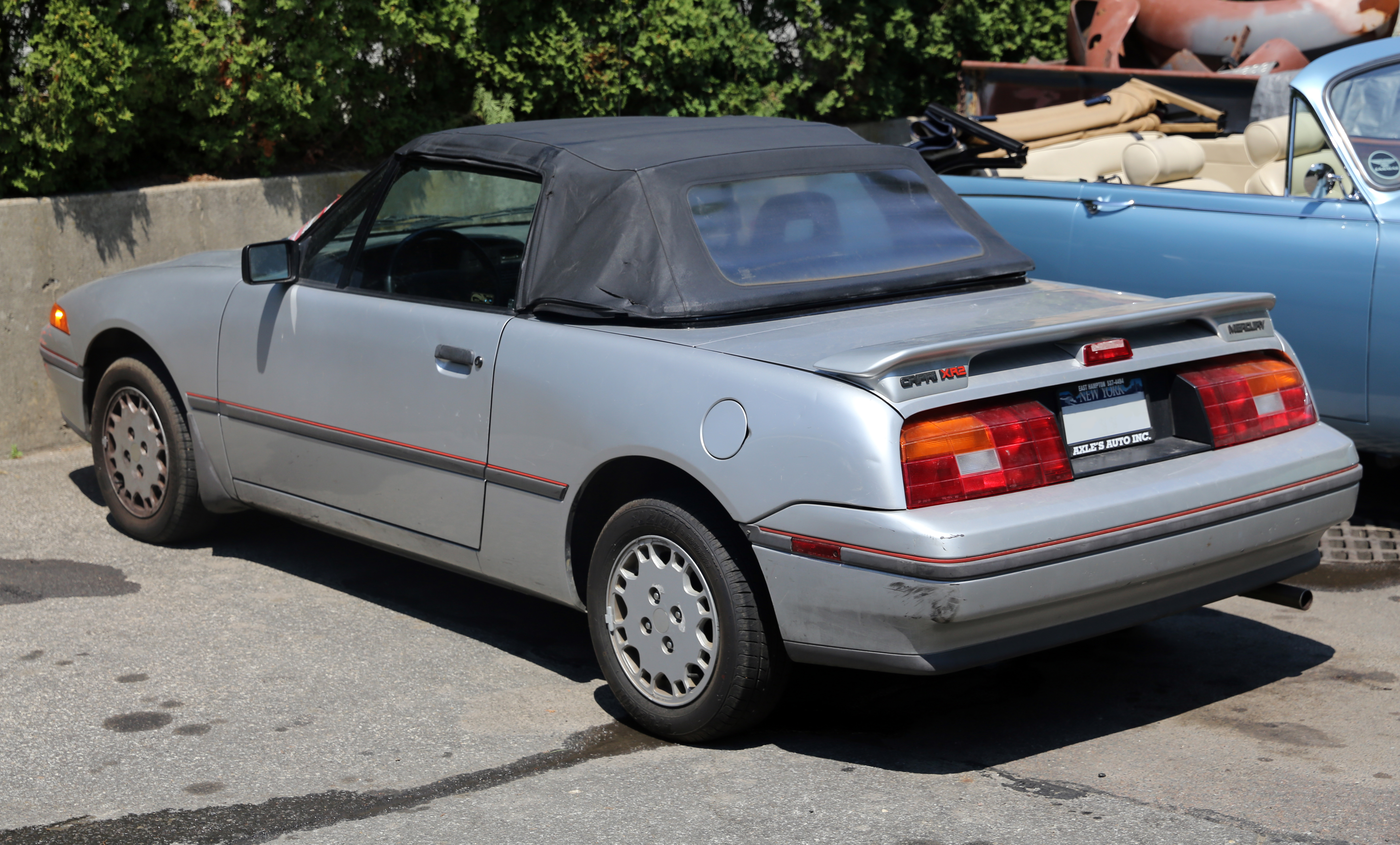
Вид сзади
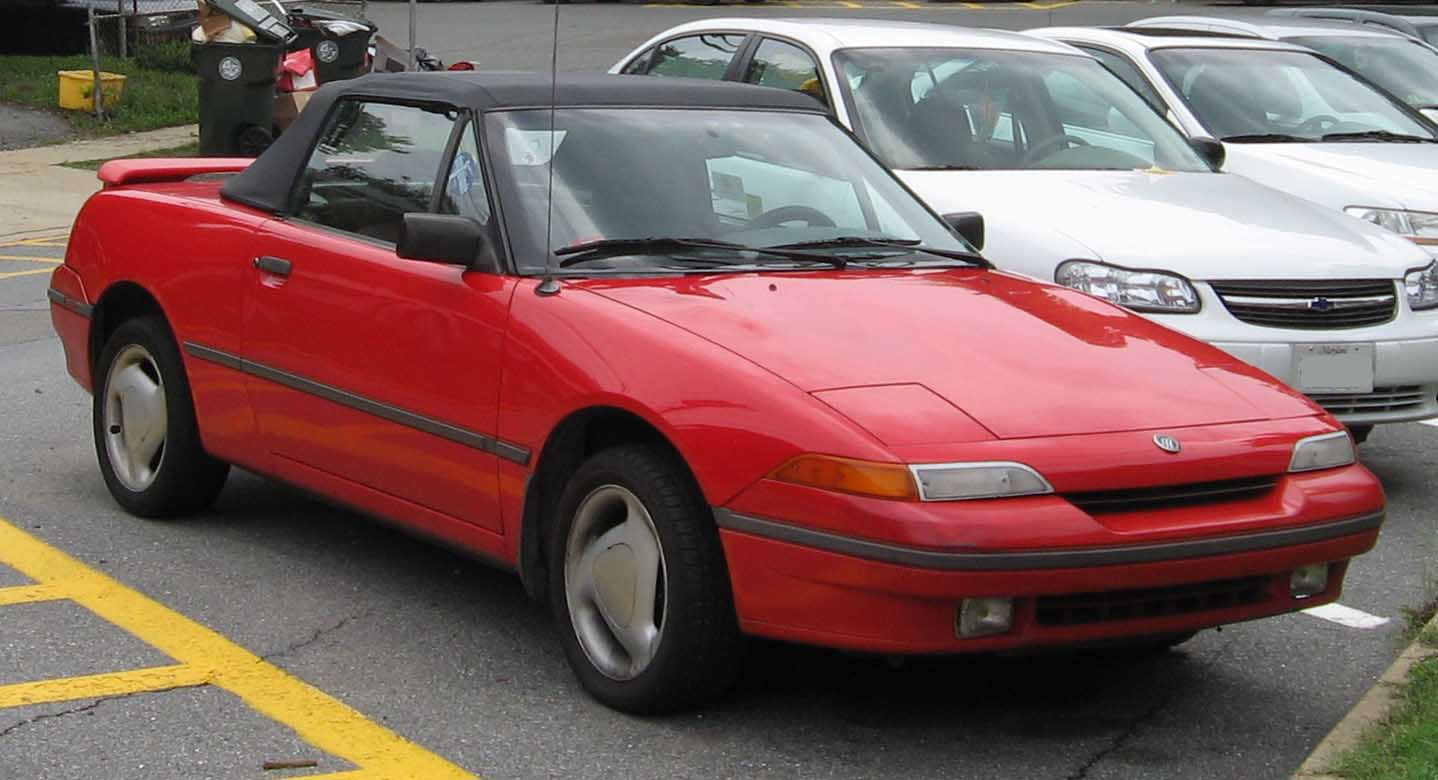
1992—1993 Mercury Capri XR2
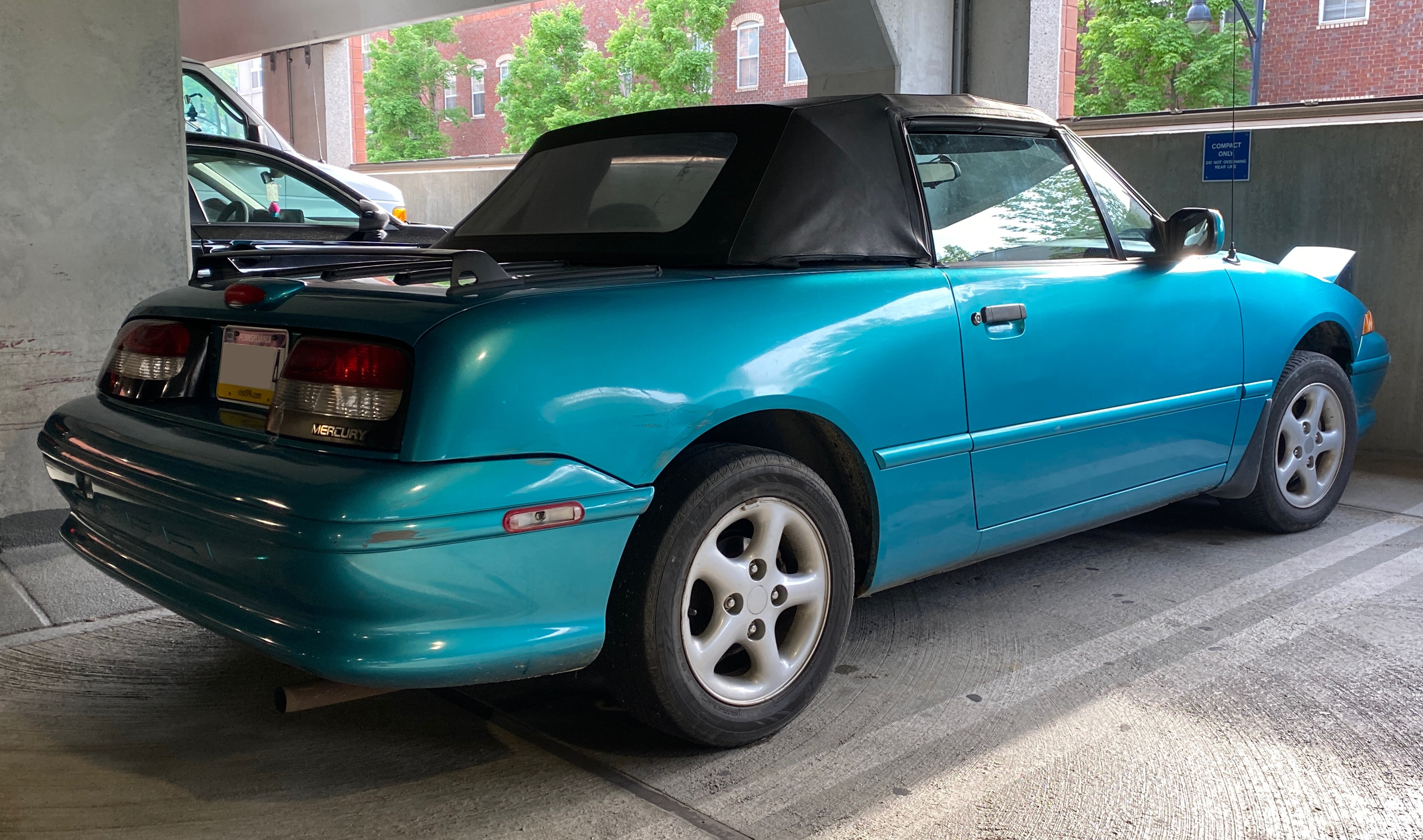
1994 Mercury Capri
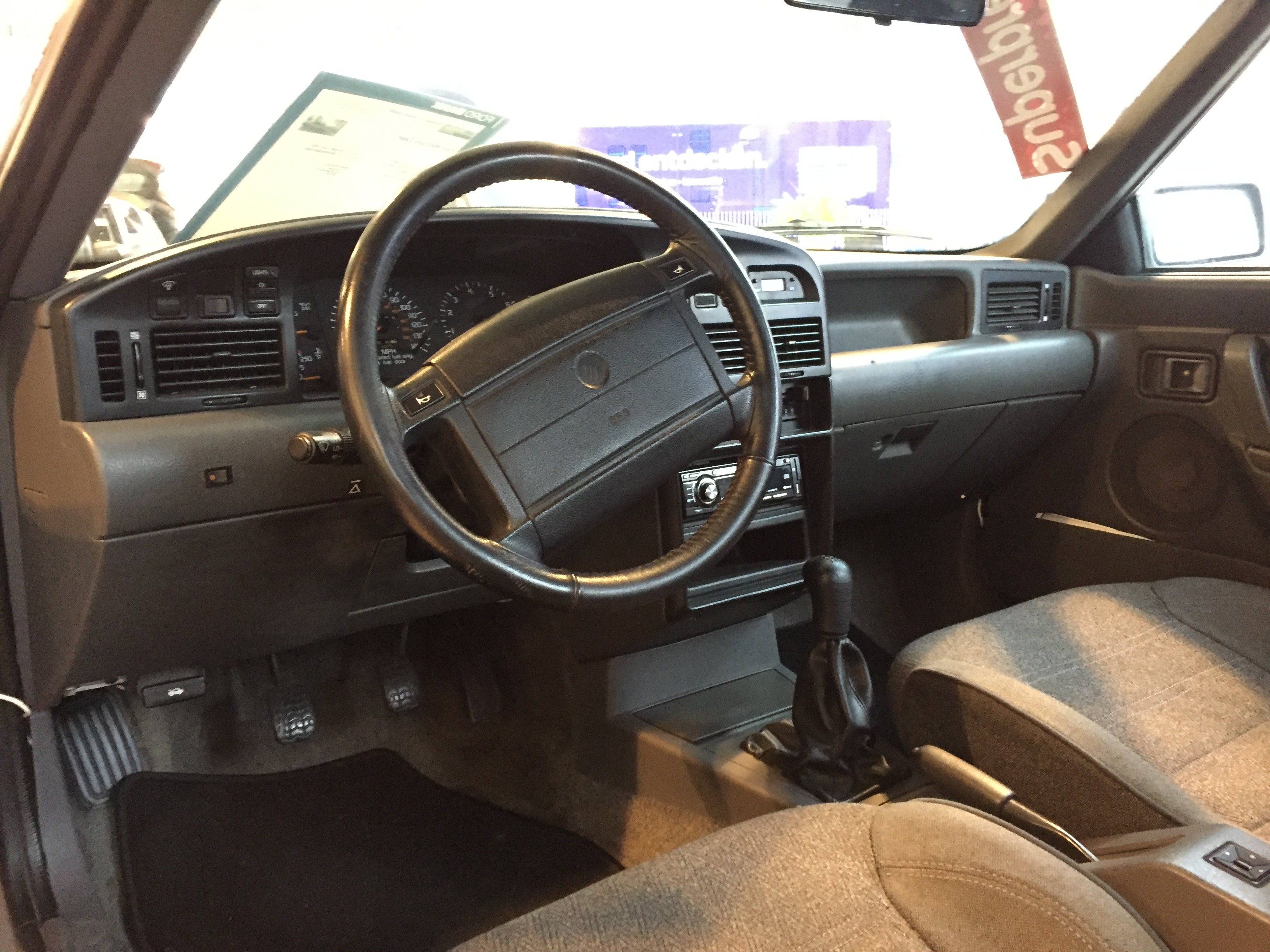
Интерьер